# Плот

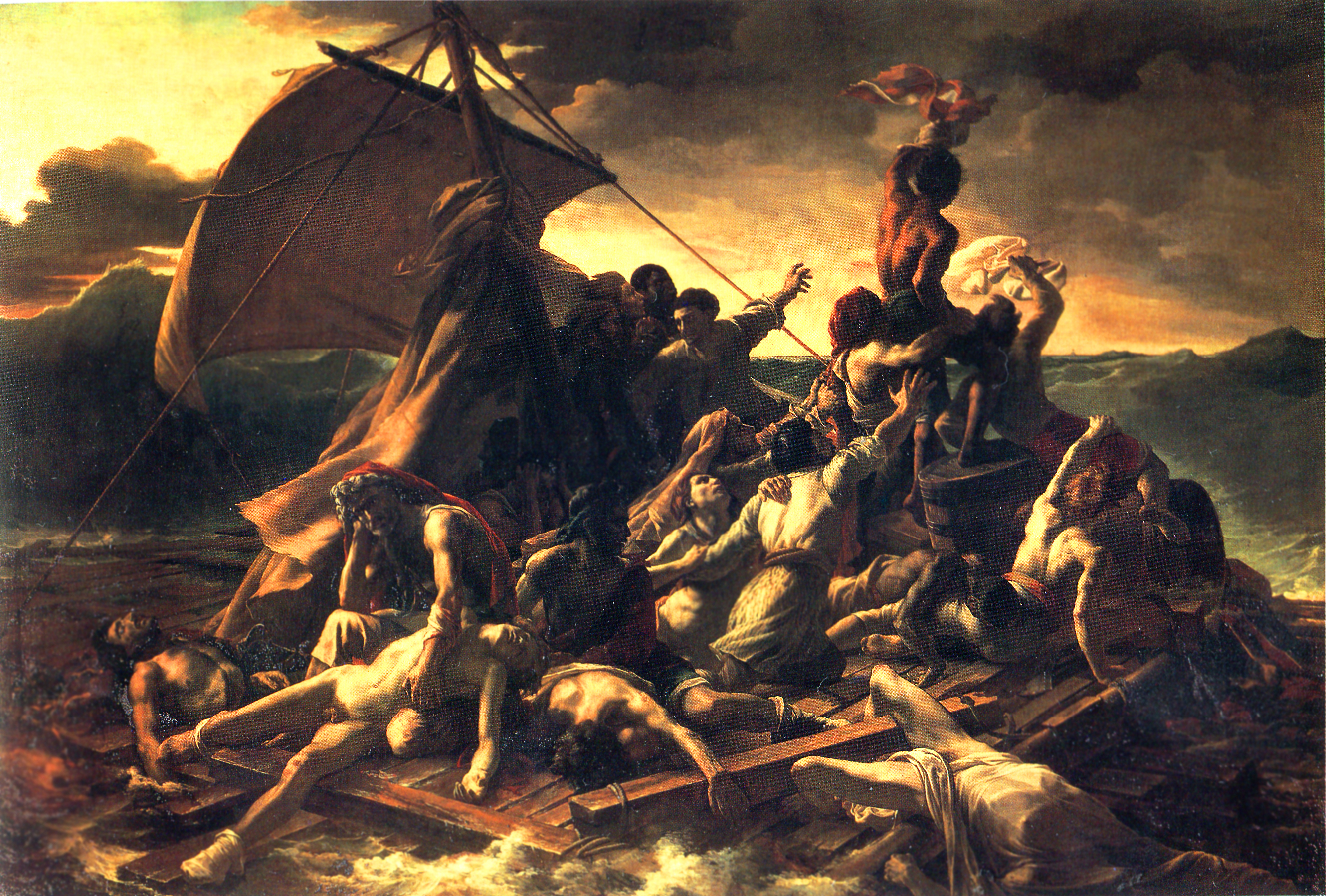
Плот «Медузы»
Картина Т. Жерико, 1819.

Плот — плавучее сооружение (плавсредство), конструкция из связанных совместно брёвен или стеблей камыша, тростника, скрученных в пучки, предназначенная для перемещения людей и грузов. 
Обычно ширина плота относится к длине как 1 к 2—3,5. Могли оборудоваться парусом (см. Картина Т. Жерико, Плот «Медузы»). Средняя скорость (в зависимости от течения реки) плотов при сплаве по рекам составляет 30—50 километров в день, а при благоприятных условиях превосходит 100 километров. Плоты также используют при плотовом лесосплаве, при этом в плоты увязывается сплавной лесоматериал.

## История

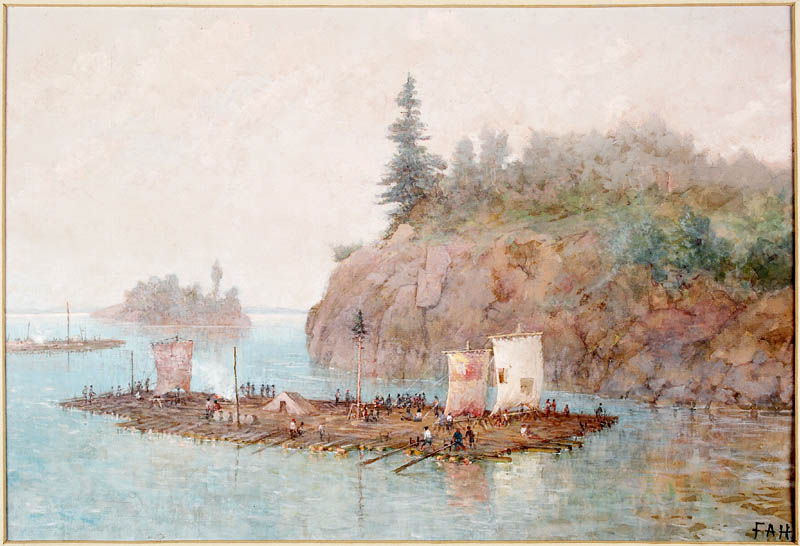
Плот.
Рисунок Ф. А. Хопкинс

Древнейшее несамоходное плавучее сооружение. Появился, вероятно, раньше лодки, так как для постройки простейшего плота не требуется специальных инструментов, а материалы общедоступны. Из бальсового дерева был построен знаменитый плот Кон-Тики, на котором норвежский путешественник Тур Хейердал со своей командой совершил путешествие через Тихий океан к островам Полинезии.
В наше время надувной спасательный плот широко используются как спасательное средство наряду со шлюпками. Применяется для транспортировки леса (брёвен) по реками и водного туризма. Также в водном туризме применяется особая разновидность плота — честер. Его основными отличиями от плота являются способ гребли — для управления используются не греби, а обычные вёсла, которые гребцы держат в руках, а также посадка гребцов: гребцы сидят лицом друг к другу на гондолах, расположенных поперёк хода судна.
Для переправы через реку строят небольшой плот — салик для переправ. Такой салик для одного-двух человек может состоять всего из двух бревен.
Плоты также применяются для лесосплава.

## Интересные факты
- Плот — древний русский термин, означавший оборонительную ограду.
- Катамара́н — (от тамильского каттумарам, буквально — связанные брёвна).